# Єзьорак (Ілава)
Спортивний клуб Єзьорак (Ілава) або просто «Єзьорак» (пол. Klub Sportowy Jeziorak Iława) — професіональний польський футбольний клуб з міста Ілава.

## Хронологія назв
- 1945 — союзний спортивний клуб «Єзьорак» (Ілава)
- 1946 — «Вармія» (Ілава)
- 1947 — «Колеяж» (Ілава)
- 1957 — «Єзьорак» (Ілава)
- Ілавський спортивний клуб «Єзьорак» (Ілава)
- ФК «Єзьорак» (Ілава)
- 2003 — ФК «Єзьорак Амекс Бончек» (Ілава)[1]
- 2004 — СК «Єзьорак Амекс Бончек» (Ілава)[1]
- 2005 — СК «Єзьорак Бі-ес» (Ілава)[1]
- 2010 — СК «Єзьорак» (Ілава)

## Історія
6 грудня 1945 році Союз залізничників в Ілаві вирішив створити перший спортивний клуб в місті. Спочатку клуб називався "союзний спортивний клуб «Єзьорак» (Ілава)", а вже через рік його перейменували на «Вармія» (Ілава). Крім того, в 1947 році команда називалася вже «Колеяж» (Ілава). Назва клубу залишалася незмінною до 1957 року, коли команда почала виступати під назвою «Єзьорак» (Ілава). Подальші зміни були викликані змінами спонсорів, і, нарешті, нинішня назва закріплена за клубом з осені 2010 року, СК «Єзьорак» (Ілава).
У 50—70-их рр. XX століття команда виступала нерівно, переживаючи то періоди піднесення, то періоди занепаду. Більш успішними для Єзьорак (Ілава) виявилися в 80-ті роки. Починаючи з сезону 1985/86 по 1993/94 років команда здобула п'ять разів Кубок району Ольштин. Цілих п'ять сезонів грала у другій лізі, а в сезоні 1994/1995 років досягла чвертьфіналу Кубку Польщі. У тому розіграші Єзьоек переграв такі сильні клуби, як Гурник та Аміка, перед тим як Лех (майбутній переможець кубку) переграв клуб з Ілави.
У 2000 році Єзьоровці вилетіли з Екстракляси, а через рік вилетіли ще й з третьої ліги, але повернулися до неї в сезоні 2005/2006 років, проте, як виявилося, тільки на сезон. Незважаючи на це уболівальники до останньої гри підтримували команду, оскільки вона ще зберігала шанси уникнути вильоту, але поразка в останньому турі чемпіонату проти Жнічем Прушков з рахунком 1:2 змусила клуб покинути чемпіонат. У сезоні 2005/2006 років Єзьорак виграв Кубок Вармінсько-Мазурського воєводства Польщі. У 2008 році, після емоційного плей-оф з клубом Унія Тарнув і покарання декількох гравців «Єзьорцев» команда вийшла до «нової другій ліги». На цьому рівні Єзьорак (Ілава) грав 4 сезони (в тому числі двічі закінчив сезон у верхній частині турнірної таблиці та вважався одним з кандидатів на підвищення у класі).
На жаль фінансова криза боляче вдарила по клубу, через що з команди пішли провідні гравці, а сам клуб вилетів з Другої ліги. Нестабільна фінансова ситуація в клубі змусила його керівництво задля збереження команди вдатися до її перезавантаження, тому з нового сезону клуб розпочав свої виступи у 2-ій групі чемпіонату району Вармії і Мазур (6-ий рівень у системі ліг Польського чемпіонату). В даний час команда складається на 90% з випускників клубної академії, переважно це молоді футболісти. До зимової перерви сезону 2012/13 років команда посідала 2-ге місце в таблиці чемпіонату району.

## Досягнення
- Друга ліга Польщі
  - 4-те місце (1): 1995/96
- Кубок Польщі
  - 1/4 фіналу: 1994/95
- Кубок района Ольштин
  -  Володар (5): 1985/86, 1986/87, 1990/91, 1991/92, 1993/94
- Кубок Вармінсько-Мазурського воєводства
  -  Володар (1): 2005/06

## Український слід
Свого часу у складі команди виступало декілька легіонерів із України, Євгеній Хорольський, Олег Федосов, Ігор Биканов, Євгеній Чуприна та Роман Кретов. Роман Кретов розпочав свої виступи у складі Єзьорак (Ілава) у сезоні 2009/10 років, і у своєму дебютному сезоні зіграв 20 матчів у національному чемпіонаті та відзначився одним голом, у наступному сезоні відіграв 29 матчів та забив три голи у національному чемпіонаті та один матч у Кубку, а в сезоні 2011/12 років зіграв 22 матчі у національному чемпіонаті (1 гол) та ще один поєдинок у Кубку. Після початку фінансових труднощів у клубі перейшов до іншого представника Другої ліги — Спарти (Бродниця).

## Відомі гравці
| - Аркадіуш Климек - Цетнарович Пйотр Томаш - Андрій Сінічин - Едуард Сугак - Гайк Чилингарян - Віктор Бровченко | - Ігор Биканов - Роман Кретов - Олег Федосов - Євгеній Хорольський - Євген Чуприна |